# Ханџар дивизија (1991)
Ханџар дивизија је била муслиманска паравојна терористичка организација коју је основала Хрватска.
Ханџар дивизија је остала запамћена по многим ратним злочинима које су починили њени припадници у рату у Хрватској и Босни и Херцеговини.

## Позадина
По угледу на Химлера, који је 6. децембра 1942. године предложио Хитлеру формирање дивизије коју би чинили муслимани из Босне, доделивши јој име 13. СС «Ханџар дивизија», Гојко Шушак је предложио Туђману формирање јединице састављене претежно од муслимана, предложивши да она носи име „Ханџар дивизија”. Туђман и Сушак су сматрали да су муслимани природни хрватски савезници у борби против Срба у Хрватској и Срба у Босни и Херцеговини.

## Оснивање и регрутовање
Ханџар дивизија је основана у строгој тајности у Загребу 1991. године.
Оснивањем Ханџар дивизије је руководио хрватски политички и државни врх на челу са Фрањом Туђманом, Гојком Шушком, Јанком Бобетком и Ђуром Бродарцем, а мобилизација је вршена преко МУП-а Хрватске и преко Исламске заједнице у Хрватској. У време формирања јединице „Ханџар дивизија” у Исламској заједници у Хрватској деловао је тајни комитет на чијем су челу били Шефко Омербашић и Осман Муфтић, а који је као главне задатке имао с једне стране прикупљање финансијских средстава за исламистичке борце у БиХ, и за мобилизацију муслиманских верника за радикалне исламистичке јединице, које су касније учествовале у рату у Босни и Херцеговини.
Странка демократске акције Хрватске у Загребу је регрутовала муслимане преко завичајних клубова „Уна”, „Западна Босна”, „Бехар” и „Змај од Босне”.

## Састав
Највећи број припадника и срж јединице су чинили Бошњаци са простора Цазинске крајине, који су живели или радили на просторима Словеније, Хрватске и земљама западне и средње Европе. Поред њих, у јединицама Ханџар дивизије је било пуно муслимана из других делова Босне и Херцеговине, муслимана из Санџака и Албанаца са Косова и Метохије, који су се у јединицу пријавили као добровољци или као плаћеници.
Водичи, инструктори и команданти из сенке су били хрватски специјалци, а углавном је било реч о припадницима МУП-а Хрватске и Хрватске војске.

## Обука и наоружање

### Обука
Обука припадника Ханџар дивизије је вршена у Плешивици код Јастребарског, Драганићима код Карловца, на Жумберак планини, Дубрави код Загреба и касарнама ТО Словеније и Словеначке војске. „Ханџари” су пролазили специјалну обуку за извиђаче-диверзанте и обуку за преживљавање у природи, како би могли да изводе герилска дејства у непријатељској позадини, али и да примењују тактику „спржене земље” над незаштићеним селима и цивилима.
Обуку, опште стање и морал припадника Ханџар дивизије је надгледала и контролисала хрватска војна обавештајна служба СИС и о свему је обавештавала војни и политички врх у Загребу.
Код насилно мобилисаних муслимана је долазило до недисциплине и дезертерства, али такви случајеви су били веома ретки, и они су строго кажњавани.

### Наоружање
У првој фази рата припадници Ханџар дивизије били су наоружани само лаким пешадијским наоружањем: бомбама, јуришним аутоматским пушкама, пушкомитраљезима, митраљезима, снајперима, бацачима граната, ручним противоклопним бацачима ракета и минобацачима. Од хладног оружја носили су ножеве, ханџаре и каме са и без држача у зглобу. У потпуности по угледу на своје претходнике из истоимене дивизије за време Другог светског рата.
У дугој фази рата имали су оклопне транспортере и тенкове.

## Државна тајна
Постојање ове јединице у Хрватској и Република Босна и Херцеговина је представљало војну и државну тајну. Припадници Ханџар дивизије су кроз велика насељена места превожени у цивилној одећи, а уколико би имали униформе морали су да скину војне ознаке. Напуштање касарни и војних полигона вршило се под надзором хрватске војне обавештајне службе СИС, и у ту сврху су се издавале посебне дозволе. Припадницима Ханџар дивизије је било забрањено и да се медијски експонирају.
Армија Републике Босне и Херцеговине је „упозоравала” да Хрватска војска утиче на давање назива јединицама које се формирају на подручју Републике Хрватске и касније убацују у БиХ, јер је наведени назив „Ханџар дивизија” компромитован у прошлости, те да је као такав неприкладан за АРБиХ. То није рађено из моралних побуда или антифашистичких убеђења, већ је искључиво била тактика како се не би искомпромитовала борба против Срба у БиХ. Ханџар дивизија је током целог рата у БиХ ратовала у склопу регуларних јединица АРБиХ и МУП-а БиХ, и за њу је знало највише државно руководство у Сарајеву.

## Политичка идеологија јединице
Припадници Ханџар дивизије били су привржени усташкој идеологији, сунитском фундаментализму и правашкој идеји о стварању Велике Хрватске тј. велике хрватско-муслиманске државе која би обухватала територије Хрватске, Босне и Херцеговине и Санџака.
Њихова идеологија је била идентична идеологији муслимана усташа, муслиманских милиција и изворне Ханџар дивизије из Другог светског рата.
Пошто у држави какву су они замишљали није било места за српски народ и Српску православну цркву, „српско питање” је требало решити екстремним и геноцидним методама, што значи истим оним истим методама које су примењиване у НДХ.
Ханџари су користили усташки поздрав За дом спремни! и усташку крилатицу Све до Дрине!

### Последицемуслиманско-хрватског сукоба
По преласку већине припадника Ханџар дивизије у Босну и Херцеговину почиње се са тактичким дистанцирањем од хрватског национализма, али у тајности се и даље наставља са старом идеологијом и одржавају се одличне везе Хрватском. Ханџар дивизија током целог рата добија помоћ од Републике Хрватске и Хрватске војске, а веза се одржава преко хрватске војне обавештајне службе СИС.
Почетком муслиманско-хрватског сукоба, неке јединице Ханџар дивизије почињу да се боре против ХВО-а на просторима Херцеговине и Средње Босне, али главни део Ханџар дивизије из Цазинске крајине одбија да води антихрватску политику и буквално до краја рата остаје веран савезник Хрватске.
Због избијања муслиманско-хрватског сукоба у БиХ јединица Ханџар дивизије са територије Сиска се побунила почетком 1993. године, а 24. априла 1993. године је изазивала инциденте по граду претећи хрватским цивилима, због чега је до краја те године потпуно угашена. Извештај о проблемима са овом јединицом је сачинила хрватска војна обавештајна служба СИС, а као главни разлози укидања јединице наведени су муслимански фундаментализам и деловање јединице ван контроле војске и полиције.
Ни озбиљни ратни злочини које су извршиле одређене јединице Ханџар дивизије над босанско-херцеговачким Хрватима неће натерати Републику Хрватску да прекине сарадњу са овом паравојном формацијом.

#### Окретање ка босанском национализму, идеологији „Младих муслимана” и исламизму
Услед све веће исламизације АРБиХ и као директна последица муслиманско-хрватског сукоба, под притиском највишег државног руководства из Сарајева, припадници Ханџар дивизије се окрећу муслиманско-босанском национализму и исламистичкој идеологији Младих муслимана. 
Идеологија усташтва и Велике Хрватске је замењена идеологијом муслиманско-босанског национализма, исламофашизма и и идејом о стварању Велике Босне. Припадници Ханџар дивизије албанске националности планирали су да прошире сукобе на Косово и Метохију, пошто је крајњи циљ сепаратиста из те покрајине био одвајање Косова и Метохије из састава Србије и стварање Велике Албаније.
Уместо усташког поздрава За дом спремни, припадници Ханџар дивизије су почели да користе исламске покличе Текбир и Алаху акбар. Црне униформе и сва хрватска обележја су избачена из употребе, а уместо њих су почеле да се користе зелене беретке, зелене мараме, историјске и религијске зелене заставе босанских муслимана.
По запажању неких западних новинара, припадници Ханџар дивизије су глорификовали и следили идеологију нацизма. Они су себе доживљавали као наследнике СС Ханџар дивизије из Другог светског рата, која је била оформљена од босанских муслимана како би се борила на страни нациста. 
Њихов идол је био јерусалимски муфтија Мухамед Амин ел Хусеини, зачетник антисемитизма модерног времена на Блиском истоку и верни следбеник Адолфа Хитлера.

## Документарни филмови
- Битка код Слуња и победа Српске војске Крајине над убаченим диверзантима Ханџар дивизије 1992. године; Документарни филм ТВ Бањалука
- 15. i 23. 8. 1992. Јастребарско... Капетан Сенад Палић даје упутства јединици (без ознака) како, где и шта ће радити у БиХ. Упитању су припадници Ханџар дивизије који са полигона у Јастребарском крећу за Цазинску крајину.